# 北角村

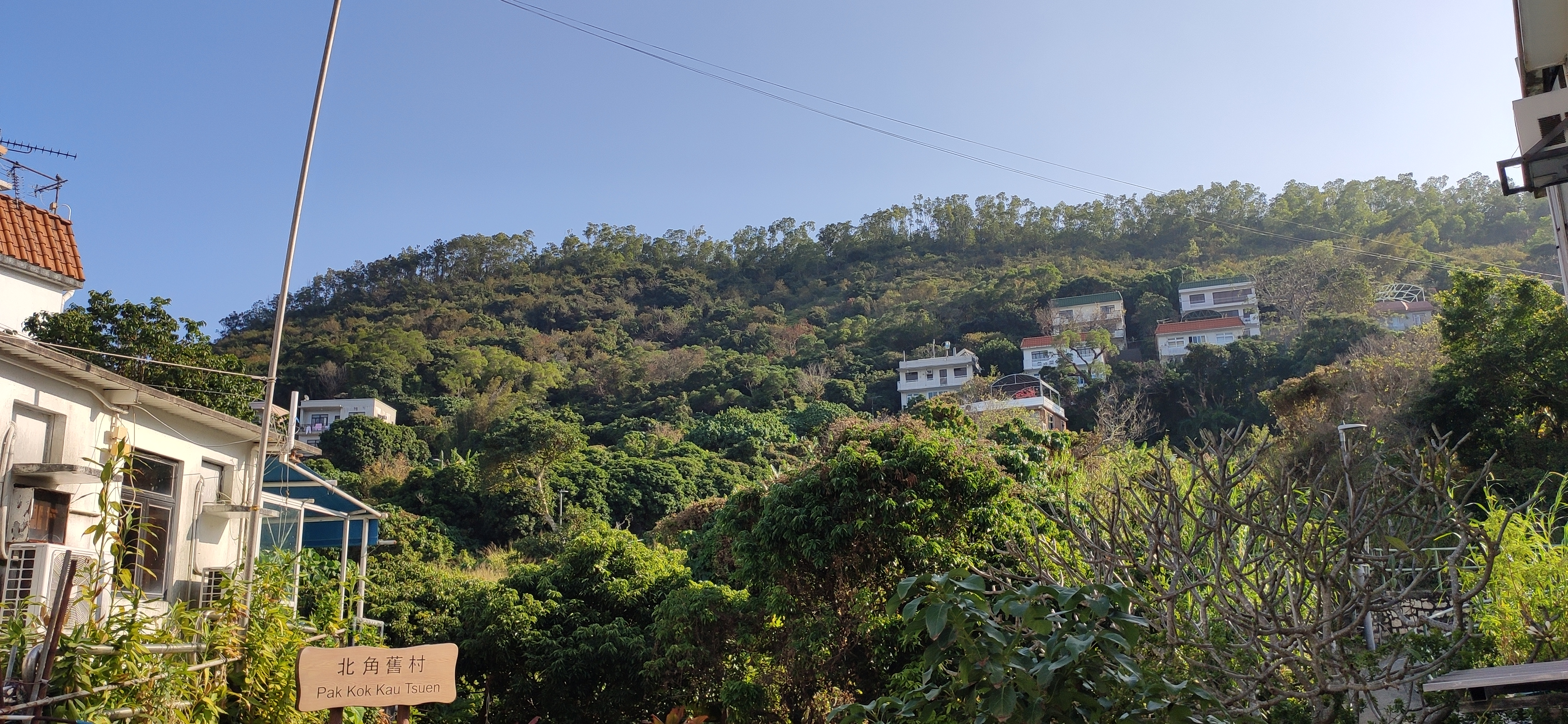
北角舊村

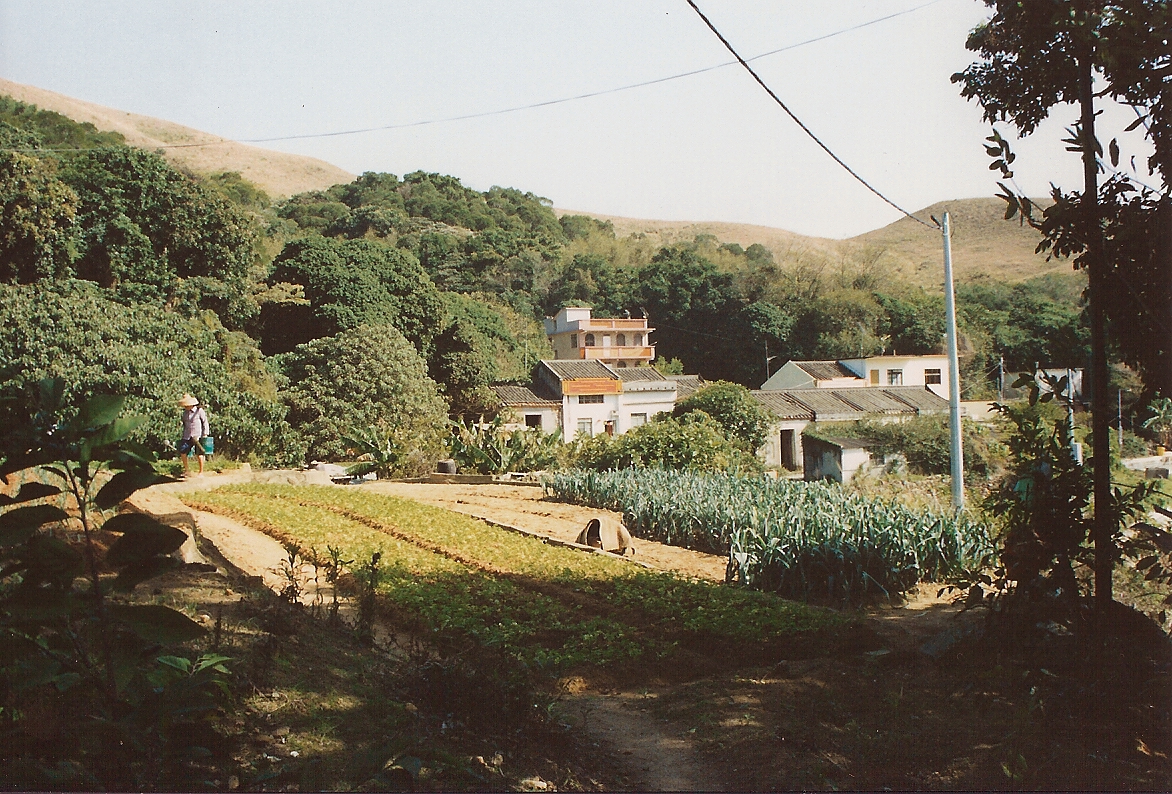
北角村

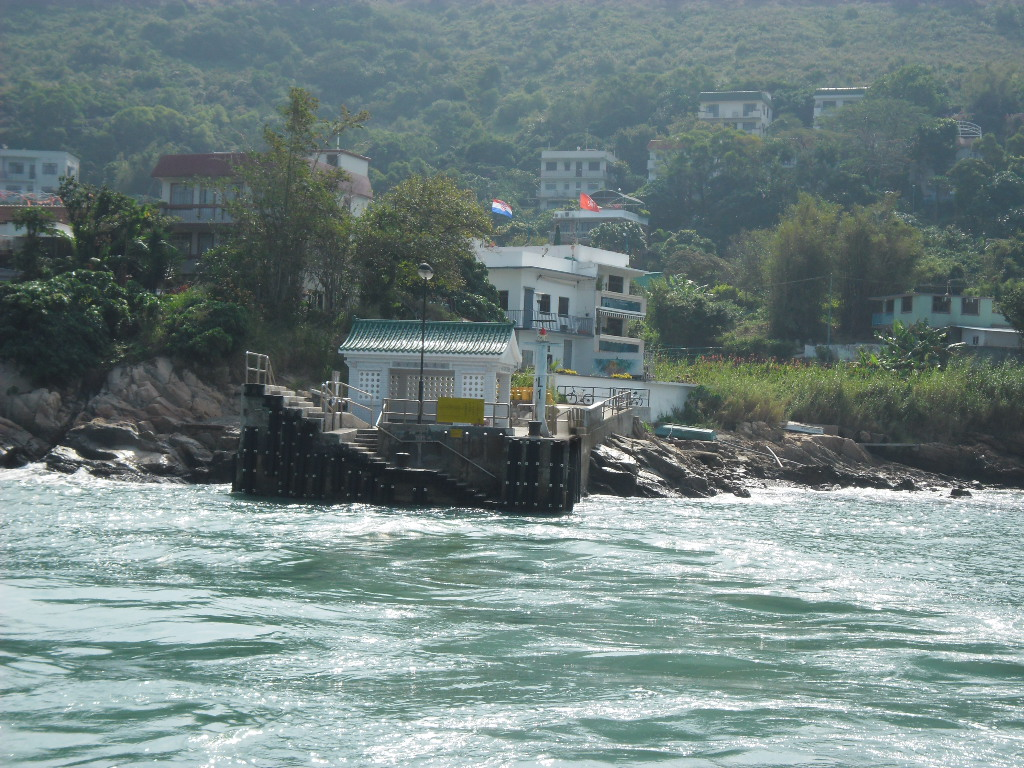
南丫島北角碼頭

北角村（英語：Pak Kok Tsuen）是一條位於香港南丫島北部的村落，分為北角舊村（Pak Kok Kau Tsuen）和北角新村（Pak Kok Sun Tsuen）。南丫島北角碼頭，於1950年代由村民集資興建，為該村落進出市區的唯一依靠。該碼頭每天均有翠華船務的街渡往返榕樹灣（經北角村）和香港仔。

## 未來建設
2007年該島地區人士及北段鄉事委員會提出重建南丫島北角碼頭的建議。土木工程拓展署於2020年4月在北角碼頭進行重建計劃。